# Mastixis lysianiax
Mastixis lysianiax là một loài bướm đêm trong họ Noctuidae.